# 牛島盛光
牛島 盛光（うしじま もりみつ、1921年6月23日 - 2004年10月27日）は、日本の民俗学者。
熊本県人吉市生まれ。早稲田大学文学部卒業。アトランタ大学大学院修了。熊本短期大学助教授、教授、熊本商科大学教養部教授、1991年定年、熊本学園大学名誉教授。
2004年10月27日、膵臓癌のため死去。

## 著書
- 『比較民俗学論考 南九州・沖縄の社会と習俗』青潮社 1971
- 『変貌する須恵村 社会文化変化の基礎的研究』ミネルヴァ書房 1971
- 『日本の民俗 43　熊本』第一法規出版 1973
- 『生きている民俗探訪 熊本』第一法規出版 1977
- 『熊本　図説日本民俗誌』岩崎美術社 1987

### 編著
- 『熊本の祭り 熊本の風土とこころ』編著 白石巌撮影 熊本日日新聞社 1973
- 『肥後の伝説』編著　第一法規出版 1974
- 『熊本の民俗 熊本の風土とこころ』編著 熊本日日新聞社 1976
- 『熊本の民具 熊本の風土とこころ』編著 熊本日日新聞社 1981
- 『熊本の川と生活 熊本の風土とこころ』編著 熊本日日新聞社 1984
- 『須恵村、1935～1985 写真民族誌』ジョン・エンブリー共撮影 日本経済評論社 1988
- 『日本民俗学の源流 柳田国男と椎葉村』編著 岩崎美術社 1993